# Verdun, Ariège

Verdun este o comună în departamentul Ariège din sudul Franței. În 1 ianuarie 2022 avea o populație de 208 de locuitori.